# Саньмин
Саньми́н (кит. упр. 三明, пиньинь Sānmíng) — городской округ в провинции Фуцзянь КНР.

## География
Значительную часть территории округа занимают горы и леса (лесистость Саньмина составляет 78,73 %, что позволило ему стать одним из самых зеленых округов страны); по чистоте воздуха и воды Саньмин занимает лидирующие места в провинции.

## История
До середины XX века эти земли не составляли единой административной единицы.
В 1940 году на стыке уездов Шасянь, Минси и Юнъань был создан уезд Саньюань (三元县).
Во время второй японо-китайской войны в уезде Юнъань (永安县) с апреля 1938 года по сентябрь 1945 года размещалось правительство провинции Фуцзянь.
После вхождения этих мест в состав КНР был образован Специальный район Юнъань (永安专区), состоящий из 8 уездов. В октябре 1950 года уезд Дэхуа был передан в состав Специального района Цзиньцзян (晋江专区). В марте 1956 года Специальный район Юнъань был расформирован: уезд Датянь также перешёл в состав Специального района Цзиньцзян, уезды Минси и Саньюань перешли в состав в Специального района Наньпин (南平专区), объединившись при этом в уезд Саньмин (三明县), а уезды Юнъань, Нинхуа, Цинлю и Нинъян были переданы в состав Специального района Лунъянь (龙岩专区). В том же году уезд Нинъян (宁洋县) был расформирован.
В феврале 1959 года уезды Цинлю и Нинхуа были объединены в уезд Циннин (清宁县). В 1960 году уезд Саньмин был преобразован в городской уезд и передан в непосредственное подчинение властям провинции Фуцзянь. В 1961 году уезд Циннин был вновь разделён на уезды Цинлю и Нинхуа, а территория бывшего уезда Минси была выделена из городского уезда Саньмин в качестве уезда Саньмин (三明县), подчинённого городскому уезду Саньмин. В 1962 году уезды Цинлю, Нинхуа и Юнъань были переданы под юрисдикцию властей Саньмина.
В мае 1963 года был образован Специальный район Саньмин (三明专区), в состав которого вошли городской уезд Саньмин, а также уезды Саньмин, Цинлю, Нинхуа, Юнъань, и возвращённый из Специального района Цзиньцзян уезд Датянь. В апреле 1964 года уезду Саньмин было возвращено название Минси.
В июле 1970 года из Специального района Наньпин в состав Специального района Саньмин перешли уезды Лунси, Шасянь, Цзянлэ, Тайнин и Цзяньнин, а в декабре того же года Специальный район Саньмин был переименован в Округ Саньмин (三明地区).
Постановлением Госсовета КНР от апреля 1983 года были расформированы округ Саньмин и городской уезд Саньмин, и образован городской округ Саньмин; территория бывшего городского уезда Саньмин была разделена на районы Саньюань и Мэйле.
Постановлением Госсовета КНР от 12 сентября 1984 года уезд Юнъань был преобразован в городской уезд.

## Административно-территориальное деление
Городской округ Саньмин делится на 2 района, 1 городской уезд, 9 уездов:
| Карта                                                                             | Карта    | Карта     | Карта         | Карта            | Карта         |
| --------------------------------------------------------------------------------- | -------- | --------- | ------------- | ---------------- | ------------- |
| Мэйле Саньюань Минси Цинлю Нинхуа Датянь Юси Шасянь Цзянлэ Тайнин Цзяньнин Юнъань |          |           |               |                  |               |
| Статус                                                                            | Название | Иероглифы | Пиньинь       | Население (2010) | Площадь (км²) |
| Район                                                                             | Мэйле    | 梅列区    | Méiliè qū     |                  |               |
| Район                                                                             | Саньюань | 三元区    | Sānyuán qū    |                  |               |
| Городской уезд                                                                    | Юнъань   | 永安市    | Yǒng'ān shì   |                  |               |
| Уезд                                                                              | Минси    | 明溪县    | Míngxī xiàn   |                  |               |
| Уезд                                                                              | Цинлю    | 清流县    | Qīngliú xiàn  |                  |               |
| Уезд                                                                              | Нинхуа   | 宁化县    | Nínghuà xiàn  |                  |               |
| Уезд                                                                              | Датянь   | 大田县    | Dàtián xiàn   |                  |               |
| Уезд                                                                              | Юси      | 尤溪县    | Yóuxī xiàn    |                  |               |
| Уезд                                                                              | Шасянь   | 沙县      | Shā xiàn      |                  |               |
| Уезд                                                                              | Цзянлэ   | 将乐县    | Jiānglè xiàn  |                  |               |
| Уезд                                                                              | Тайнин   | 泰宁县    | Tàiníng xiàn  |                  |               |
| Уезд                                                                              | Цзяньнин | 建宁县    | Jiànníng xiàn |                  |               |

## Экономика
Развиты сельское и лесное хозяйство, пищевая и деревообрабатывающая промышленность, туризм. 